# Línea 102 (Montevideo)
La línea 102 es una línea de transporte urbano de Montevideo. Une la Plaza Independencia con la Gruta de Lourdes. El destino de ida es Gruta de Lourdes y el destino de vuelta es hacus Ciudad Vieja.

## Características

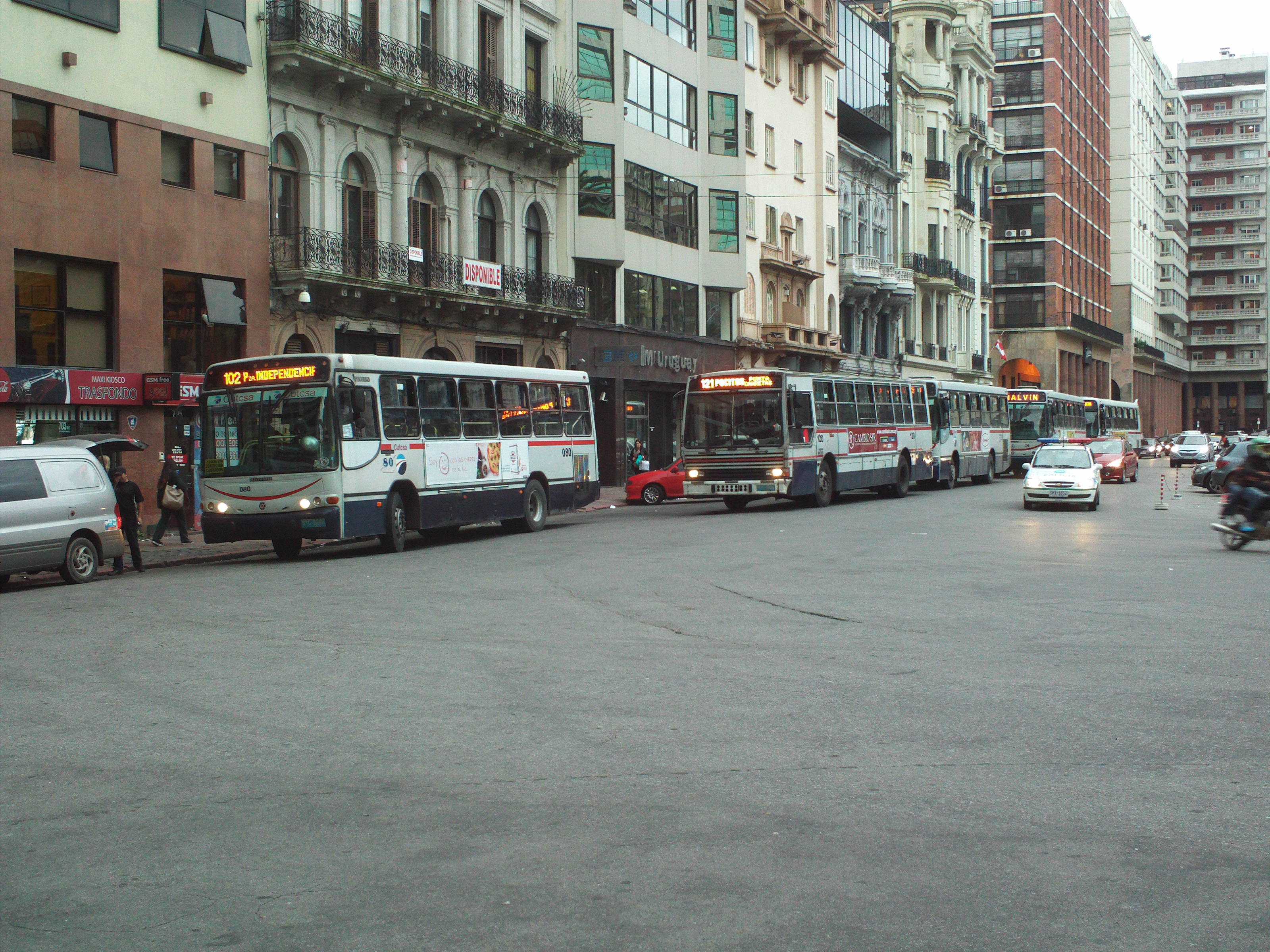
Línea 102 en la Plaza Independencia

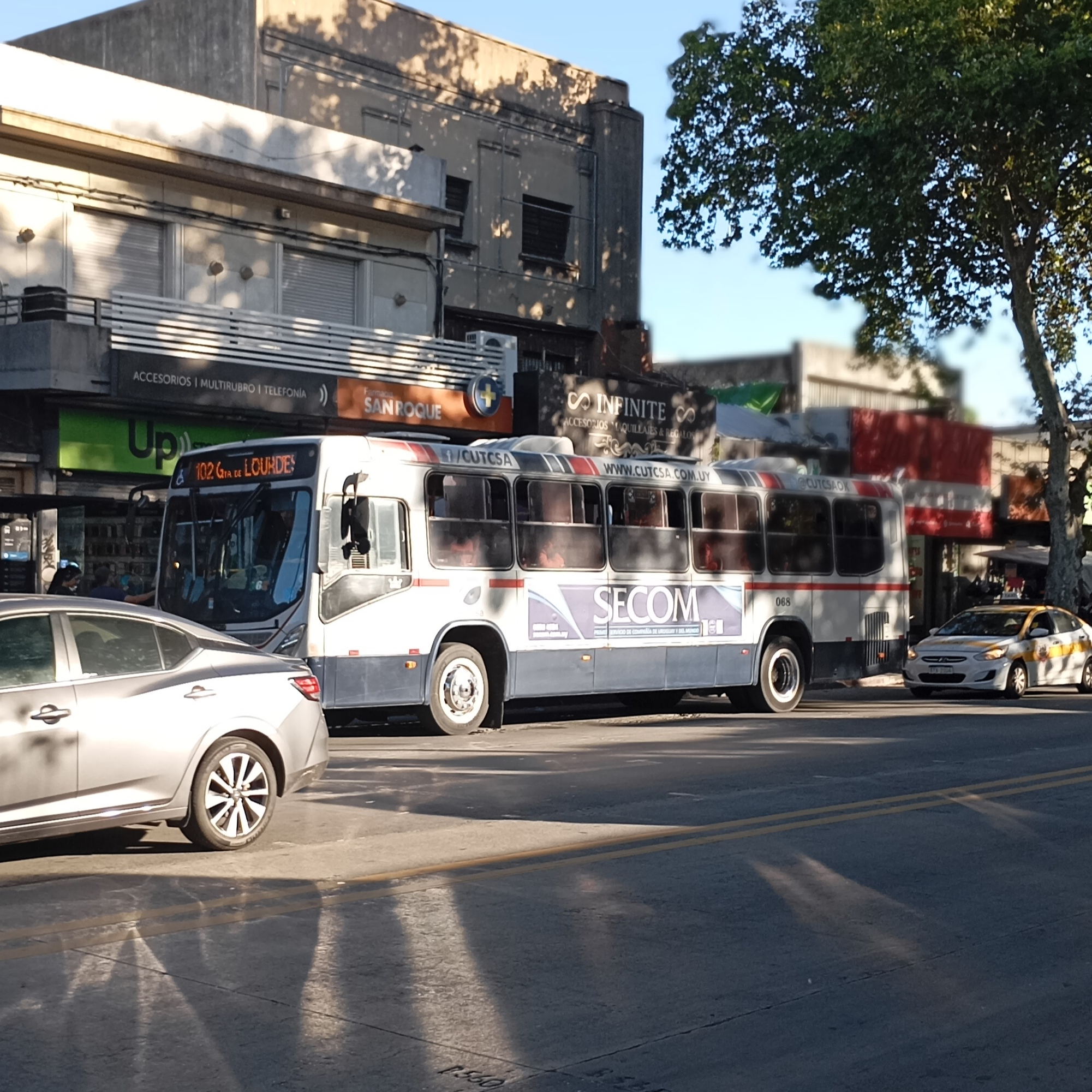
Línea 102 en 8 de Octubre y Comercio.

Parte desde la Plaza Independencia los días hábiles y sábados desde la mañana hasta la tarde noche y en los horarios nocturnos, como domingos y festivos desde la Aduana. Al igual que la línea 158, es muy utilizada por visitantes y fieles para asistir al Santuario de la Gruta de Lourdes sobre la Avenida de las Instrucciones.

## Recorrido habitual
En varios sentidos circula por los barrios de Gruta de Lourdes, Casavalle, Plácido Ellauri, Marconi (por Mendoza), Maroñas, Ituzaingo, Unión, La Blanqueada, Tres Cruces, Cordón y Centro. Entra a la Ciudad Vieja y termina en la Aduana en su ruta extendida.
| - Plaza Independencia - Avenida 18 de Julio - Avenida 8 de Octubre - Gerónimo Piccioli - Juan Belinzón - Besares - Mariano Estapé - José María Guerra - Avenida General Flores - Avenida Don Pedro de Mendoza - Camino Capitán Tula - Camino Carmelo Colman - Camino Teniente Rinaldi - Avenida San Martín - Antillas hasta Avenida de las Instrucciones - Terminal Gruta de Lourdes | - Terminal Gruta de Lourdes - Antillas - Querétaro - Los Ángeles - Avenida San Martín - Camino Teniente Rinaldi - Camino Carmelo Colman - Camino Capitán Tula - Avenida Don Pedro de Mendoza - Avenida General Flores - José María Guerra - Mariano Estapé - Besares - Juan Belinzón - Gerónimo Piccioli - Avenida 8 de Octubre - Avenida 18 de Julio - Plaza Independencia y regresa |

### Recorrido extendido
Lunes a Sábados de 00:00 a 08:00 y desde 20:00 hasta 00:00 horas y Domingos todo el día
| - Juan Lindolfo Cuestas - Buenos Aires - Plaza Independencia - ver cuadro anterior - Terminal Gruta de Lourdes | - ver cuadro anterior - Cerrito - Colón - 25 de Mayo - Juan Lindolfo Cuestas - Terminal Aduana |

## Paradas
| - Juan Lindolfo Cuestas y Washington - Buenos Aires y Guaraní - Buenos Aires y Colón - Buenos Aires y Misiones - Avenida 18 de Julio y Convención - Avenida 18 de Julio y Río Negro - Avenida 18 de Julio y Dr. Aquiles Lanza - Avenida 18 de Julio y Dr. Javier Barrios Amorin - Avenida 18 de Julio y Minas - Avenida 18 de Julio y Eduardo Acevedo - Avenida 18 de Julio y Martin C. Martínez - Avenida 18 de Julio y Alejandro Beisso - Avenida 8 de Octubre y Presidente Berro - Avenida 8 de Octubre y Av. Dr. Manuel Albo - Avenida 8 de Octubre y Dr. Joaquín Secco Illa - Avenida 8 de Octubre y Jaime Cibils - Avenida 8 de Octubre y Pedro Olmida - Hospital Militar - Avenida 8 de Octubre y Av. Centenario - Avenida 8 de Octubre y Agustín Abreu - Avenida 8 de Octubre y María Stagnero de Munar - Avenida 8 de Octubre y Comercio - Avenida 8 de Octubre e Ing. José Serrato - Avenida 8 de Octubre y Larravide - Avenida 8 de Octubre y Gral. Félix Laborde - Avenida 8 de Octubre y Pan de Azúcar - Avenida 8 de Octubre y Gral. José Villagran - Avenida 8 de Octubre y Ramón Castriz - Avenida 8 de Octubre y Vera - Avenida 8 de Octubre y Alférez Real - Avenida 8 de Octubre y Gobernador Vigodet - Geronimo Piccioli y Juan Jacobo Rousseau - Geronimo Piccioli y Manuel Calleros - Geronimo Piccioli y Virrey Elio - Geronimo Piccioli y Osvaldo Cruz - Geronimo Piccioli y Francisco Sainz Rosas - Cnel. Juan Belinzon y Carreras Nacionales - Cnel. Juan Belinzon y Gronardo - Besares y Bernardino Duhalde - Besares y Pedro Piñeirua - Mariano Estape y Horacio Areco - Mariano Estape y Alberto Susviela Guarch - Mariano Estape y José María Guerra - José María Guerra y Francisco Echagoyen - José María Guerra y Saint Bois - José María Guerra y Av. Gral. Flores - Av. Don Pedro de Mendoza y Niagara - Av. Don Pedro de Mendoza y Bv. Aparicio Saravia - Av. Don Pedro de Mendoza y José Ramírez - Av. Don Pedro de Mendoza y Cno. Tte. Galeano - Av. Don Pedro de Mendoza y Cno. Tte. Rinaldi - Av. Don Pedro de Mendoza y Matilde Pacheco de Batlle y Ordóñez - Av. Don Pedro de Mendoza y Cap. Tula - Cno. Cap. Tula y 3° Pla a Mendoza - Cno. Cap. Tula y Psje. Olimar Asent Nuestros Hijos - Cno. Cap. Tula y Cno. Carmelo Colman - Cno. Carmelo Colman y Psje. Sobrera - Cno. Carmelo Colman y Cno. Tte. Rinaldi - Cno. Tte. Rinaldi y Jacinto Trapani - Cno. Tte. Rinaldi y Av. Gral. San Martín - Av. Gral. San Martín y Cap. Tula - Antillas y Campinas - Antillas y Parahiba - Antillas y Curitiba - Antillas y Queretaro - Terminal Gruta de Lourdes | - Terminal Gruta de Lourdes - Antillas y Querétaro - Los Ángeles y Curitiba - Los Ángeles y Parahiba - Los Ángeles y Campinas - Av. Gral. San Martín y Cap. Tula - Av. Gral. San Martín y Cno. Tte. Rinaldi - Cno. Tte. Rinaldi y Jacinto Trapani - Cno. Tte. Rinaldi y Cno. Carmelo Colman - Cno. Carmelo Colman y Psje. Sobrera - Cno. Cap. Tula y Santa Rosa - Cno. Cap. Tula y Psje. Olimar Asent Nuestros Hijos - Cno. Cap. Tula y Av. Don Pedro de Mendoza - Av. Don Pedro de Mendoza y Matilde Pacheco Batlle y Ordóñez - Av. Don Pedro de Mendoza y Cno. Tte. Rinaldi - Av. Don Pedro de Mendoza y Cno. Colman - Av. Don Pedro de Mendoza y José Ramírez - Av. Don Pedro de Mendoza y Bv. Aparicio Saravia - Av. Don Pedro de Mendoza y Niagara - Av. Don Pedro de Mendoza y Av. Gral Flores - José María Guerra e Iguazú - José María Guerra y Saint Bois - José María Guerra y Francisco Echagoyen - Juan Francisco Santos y Osvaldo Martínez - Juan Francisco Santos y Patricios - Juan Francisco Santos y Besares - Besares y Mariano Estape - Besares y Pedro Piñeirua - Besares y Bernardino Duhalde - Cno. Juan Belinzon y Gronardo - Cno. Juan Belinzon y Carreras Nacionales - Geronimo Piccioli y Francisco Sainz Rosas - Geronimo Piccioli y Pavon - Geronimo Piccioli e Ignacio Barrios - Geronimo Piccioli y Manuel Calleros - Geronimo Piccioli y Marcos de Avellaneda - Geronimo Piccioli y Av. 8 de Octubre - Av. 8 de Octubre y Gobernador Vigodet - Av. 8 de Octubre y Güemes - Av. 8 de Octubre y Belén - Av. 8 de Octubre y 20 de Febrero - Av. 8 de Octubre y Gral. José Villagran - Av. 8 de Octubre y Pascual Paladino - Av. 8 de Octubre y Dr. Silvestre Pérez - Av. 8 de Octubre y Larravide - Av. 8 de Octubre e Ing. José Serrato - Av. 8 de Octubre y Comercio - Av. 8 de Octubre y María Stagnero de Munar - Av. 8 de Octubre y Bv. José Batlle y Ordóñez - Av. 8 de Octubre y Agustín Abreu - Av. 8 de Octubre y Av. Dr. Luis Alberto de Herrera - Av. 8 de Octubre y Pedro Olmida - Av. 8 de Octubre y Jaime Ciblis - Av. 8 de Octubre y Comandante Braga - Av. 8 de Octubre y Av. Gral. José Garibaldi - Av. 8 de Octubre y Presidente Berro - Avenida 18 de Julio y Acevedo Díaz - Avenida 18 de Julio y Martín C. Martínez - Avenida 18 de Julio y Eduardo Acevedo - Avenida 18 de Julio y Minas (Plaza de los Treinta y Tres - Plaza de los Bomberos) - Avenida 18 de Julio y Dr. Javier Barrios Amorin - Avenida 18 de Julio y Yi - Avenida 18 de Julio y Río Negro - Avenida 18 de Julio y Andes - Ciudadela y Rincón - 25 de Mayo y Juncal - Cerrito y Bartolomé Mitre - Cerrito y Treinta y Tres - Cerrito y Zabala - Colón y 25 de Mayo - 25 de Mayo y Pérez Castellano - 25 de Mayo y Guaraní |

## Primeras y últimas salidas
|                                       | Días hábiles | Sábados | Domingos |
| ------------------------------------- | ------------ | ------- | -------- |
| Primera salida de Plaza Independencia | 5:40         | 5:23    | :        |
| Última salida de Plaza Independencia  | :            | 23:55   | :        |
| Primera salida de Aduana              | :            | :       | 6:14     |
| Última salida de Aduana               | 23:48        | :       | 23:53    |
| Primera salida desde Gruta de Lourdes | 5:00         | 5:00    | 5:12     |
| Última salida de Gruta de Lourdes     | 23:55        | 00:13   | 00:18    |

## Destinos intermedios
Además de sus destinos de cabecera y mayormente utilizados (Plaza Independencia y Gruta de Lourdes) tiene los siguientes destinos intermedios:

### Ida
- Ciudad Vieja
- Plaza España
- Bulevar Artigas
- Aduana (nocturno)

### Vuelta
- 18 y Ejido
- 18 y Fernández Crespo
- Luis Alberto de Herrera
- Hipódromo

Ejemplo: En el regreso, si el vehículo tiene el cartel Luis Alberto de Herrera o Ejido no llega a las terminales sino precisamente,  en dichas intersecciones.